# Philoscia miamiensis
Philoscia miamiensis là một loài chân đều trong họ Philosciidae. Loài này được Schultz miêu tả khoa học năm 1966.